# Iztok Čop
Iztok Čop (Kranj, 17 juni 1972) is een Sloveens roeier. Čop behaalde zijn grootste successen samen met Luka Špik in de dubbel-twee hierin won hij olympische medailles in alle drie de kleuren. Daarnaast won Čop een bronzen olympische medaille in de twee-zonder. Čop werd diemaal wereldkampioen in de dubbel-twee en eenmaal in de skiff. Na de Olympische spelen van 2012 beëindigde hij zijn carrière.

## Resultaten
- Wereldkampioenschappen roeien 1990 in Barrington 7e in de vier-zonder
- Wereldkampioenschappen roeien 1991 in Wenen  in de twee-zonder
- Olympische Zomerspelen 1992 in Barcelona  in de twee-zonder
- Wereldkampioenschappen roeien 1993 in Račice  in de twee-zonder
- Wereldkampioenschappen roeien 1994 in Indianapolis  in de skiff
- Wereldkampioenschappen roeien 1995 in Tampere  in de skiff
- Olympische Zomerspelen 1996 in Atlanta 4e in de skiff
- Wereldkampioenschappen roeien 1997 in Aiguebelette-le-Lac 4e in de skiff
- Wereldkampioenschappen roeien 1998 in Keulen 4e in de skiff
- Wereldkampioenschappen roeien 1999 in St. Catharines  in de dubbel-twee
- Olympische Zomerspelen 2000 in Sydney  in de dubbel-twee
- Wereldkampioenschappen roeien 2001 in Luzern  in de skiff
- Wereldkampioenschappen roeien 2002 in Sevilla  in de skiff
- Wereldkampioenschappen roeien 2003 in Milaan  in de skiff
- Olympische Zomerspelen 2004 in Athene  in de dubbel-twee
- Wereldkampioenschappen roeien 2005 in Gifu  in de dubbel-twee
- Wereldkampioenschappen roeien 2005 in Gifu  in de dubbel-vier
- Wereldkampioenschappen roeien 2006 in Eton  in de dubbel-twee
- Wereldkampioenschappen roeien 2007 in München  in de dubbel-twee
- Olympische Zomerspelen 2008 in Peking 6e in de dubbel-twee
- Wereldkampioenschappen roeien 2009 in Poznań 7e in de dubbel-vier
- Wereldkampioenschappen roeien 2011 in Bled 5e in de dubbel-twee
- Olympische Zomerspelen 2012 in Londen  in de dubbel-twee

1904: John Mulcahy & William Varley ·
1920: Paul Costello & John B. Kelly, Sr. ·
1924: Paul Costello & John B. Kelly, Sr. ·
1928: Paul Costello & Charles McIlvaine ·
1932: Kenneth Myers & Garrett Gilmore ·
1936: Jack Beresford & Leslie Southwood ·
1948: Richard Burnell & Bert Bushnell ·
1952: Tranquilo Cappozzo & Eduardo Guerrero ·
1956: Aleksandr Berkoetov & Joeri Tjoekalov ·
1960: Václav Kozák & Pavel Schmidt ·
1964: Oleg Tjoerin & Boris Doebrovsky ·
1968: Anatoli Sass & Aleksandr Timosjinin ·
1972: Aleksandr Timosjinin & Gennadi Korsjikov ·
1976: Frank Hansen & Alf Hansen ·
1980: Joachim Dreifke & Klaus Kröppelien ·
1984: Bradley Lewis & Paul Enquist ·
1988: Nico Rienks & Ronald Florijn ·
1992: Stephen Hawkins & Peter Antonie ·
1996: Agostino Abbagnale & Davide Tizzano ·
2000: Luka Špik & Iztok Čop ·
2004: Sébastien Vieilledent & Adrien Hardy ·
2008: David Crawshay & Scott Brennan ·
2012: Nathan Cohen & Joseph Sullivan  ·
2016: Martin Sinković & Valent Sinković ·
2020: Hugo Boucheron & Matthieu Androdias  ·
2024: Andrei Cornea & Marian Enache
- Digitale Bibliotheek voor de Nederlandse Letteren: cops004
- Trove: 681064
- Virtual International Authority File: 94154440219535342677